# Graphomya mendozana
Graphomya mendozana är en tvåvingeart som först beskrevs av Günther Enderlein 1935.  Graphomya mendozana ingår i släktet Graphomya och familjen husflugor. Inga underarter finns listade i Catalogue of Life.